# Kloosters in Gouda

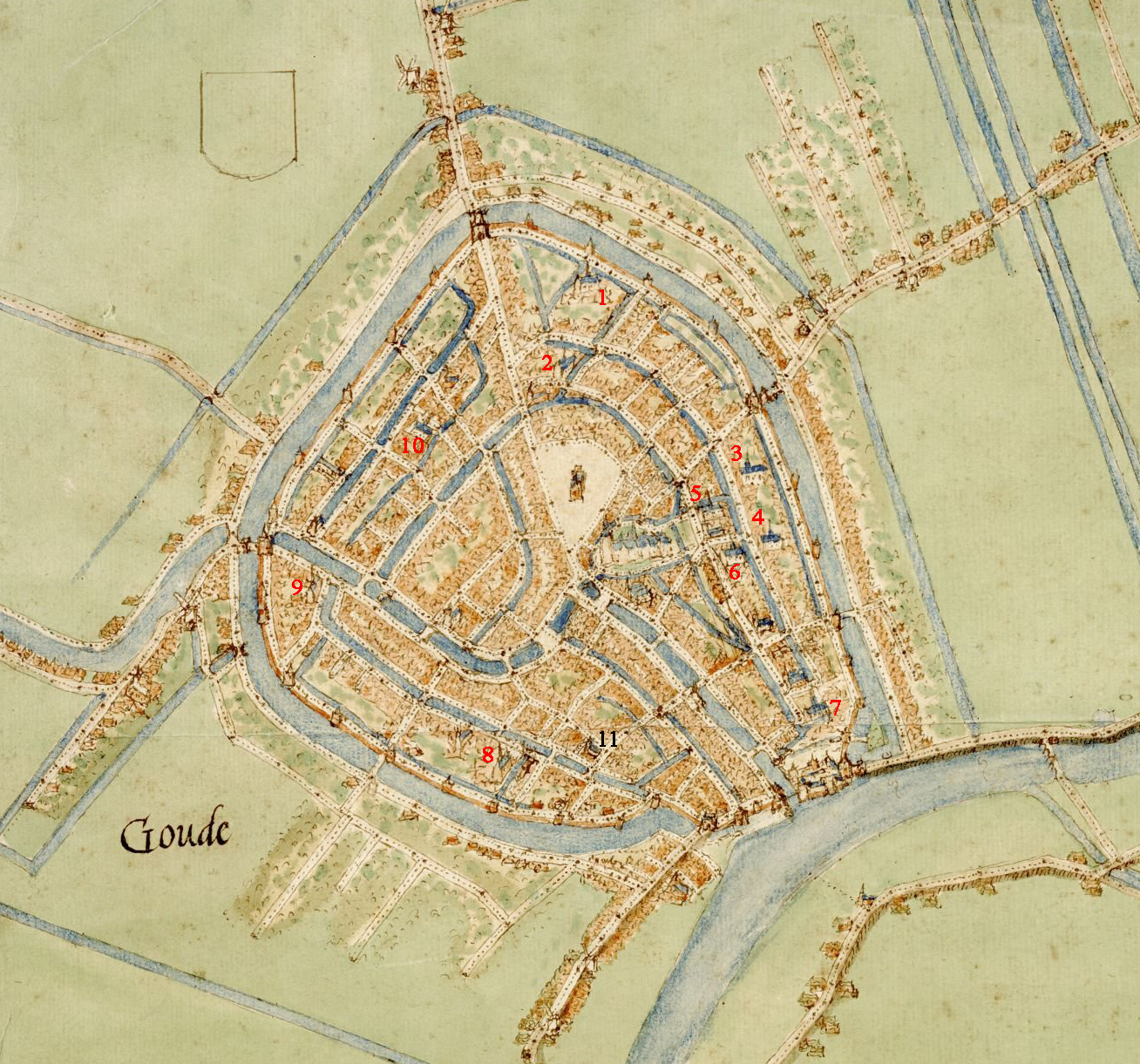
Gouda omstreeks 1550 op een kaart van Jacob van Deventer
Overzicht kloosters:
1. Maria-Magdalenaklooster
2. Agnietenklooster
3. Catharinaklooster
4. Cellebroedersklooster
5. Klooster van de Collatiebroeders
6. Margarethaklooster
7. Minderbroedersklooster
8. Brigittenklooster/Regulierenklooster
9. Mariaklooster
10. Clarissenklooster

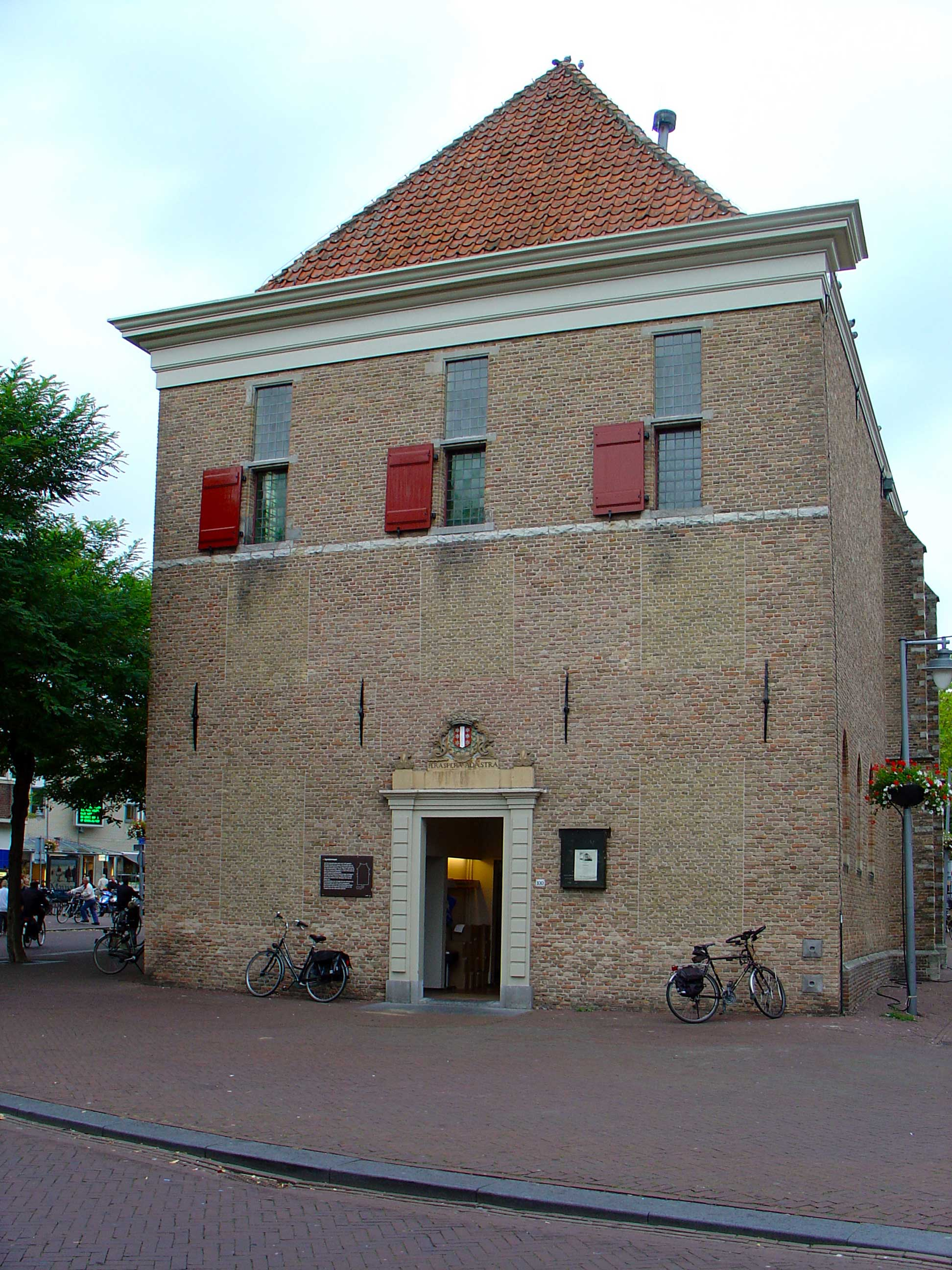
De Agnietenkapel anno 2009

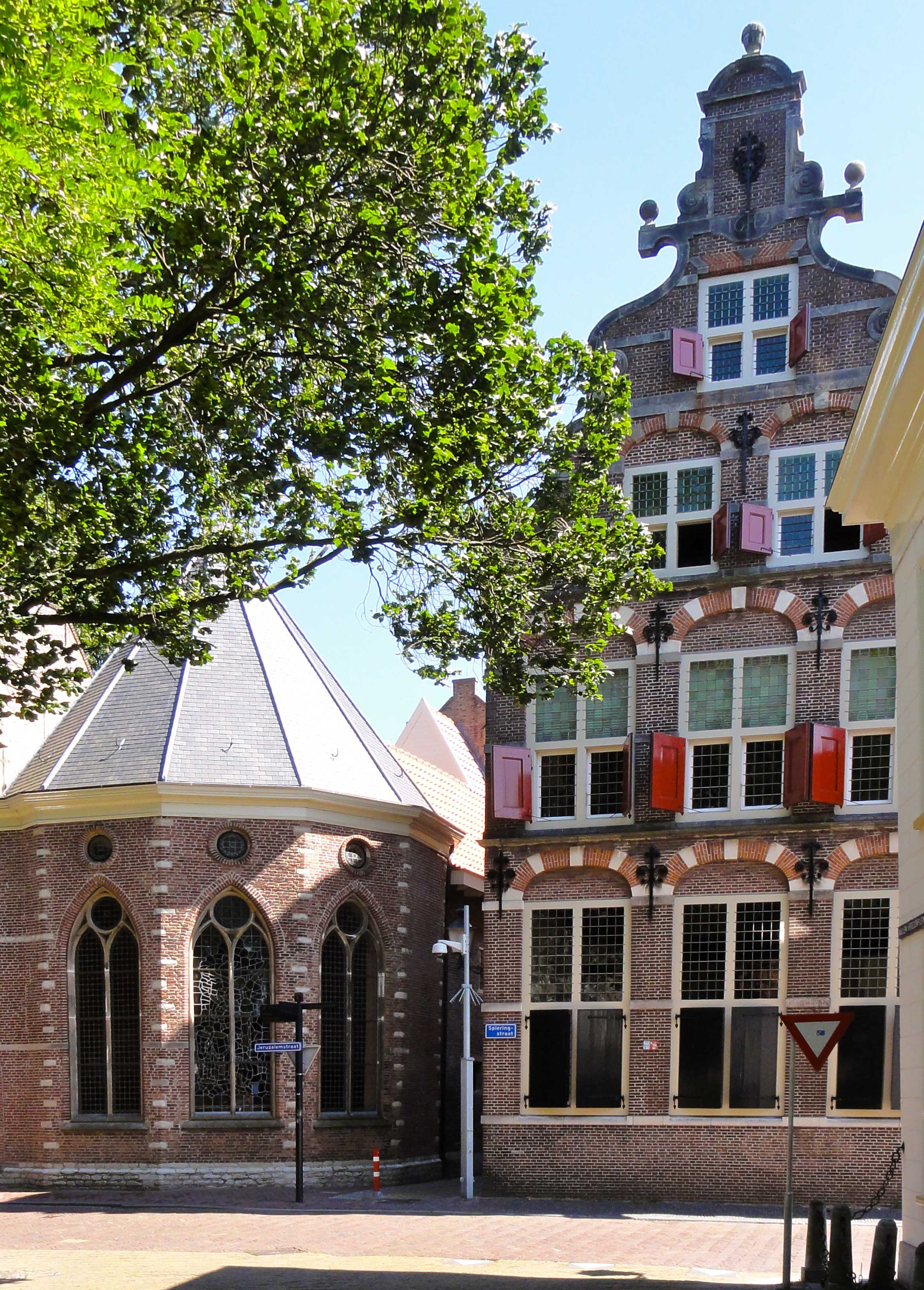
Links de Jeruzalemkapel

Gouda telde in de periode voor de hervorming een tiental kloosters.

## Kaart
Op de stadsplattegrond van Gouda, getekend door Jacob van Deventer omstreeks 1550, staan de Goudse kloosters, kerken en kapellen ingetekend. De stadshistoricus Ignatius Walvis telde in het totaal elf kloosters binnen de muren van de stad Gouda. De geschiedschrijver De Lange van Wijngaerden telde er twaalf. In zijn studie over de Goudse kloosters merkt de historicus Taal op, dat de Lange van Wijngaerden een klooster dubbel heeft geteld omdat het door de laatste genoemde Zuster-Idaconvent identiek is aan het Catharinaklooster. Zowel de Lange van Wijngaerden als Walvis noemden ook nog het Barbaraconvent. Volgens Taal is dit geen klooster geweest, maar een gasthuis met een kapel. In 1572 trad Gouda toe tot het kamp van Willem van Oranje. Na die tijd worden de gevolgen van de hervorming duidelijk voor de kloosters. Alle kloosters verloren hun oorspronkelijke bestemming en het merendeel werd afgebroken.

## Maria-Magdalenaklooster
Het Maria-Magdalenaklooster was een kloostercomplex voor bekeerde prostituees. Het vrij grote complex lag op een terrein van wat later de Nieuwe Markt werd genoemd. Na de hervorming werden de gebouwen afgebroken.Op deze plaats werd een pesthuis gebouwd. Later deed dit gebouw dienst als kazerne en na het verdwijnen van de militairen uit Gouda werd hier het Veemarktrestaurant gevestigd. Na 1987 werd het complex omgevormd tot winkelcentrum, met wooneenheden en een bioscoop.

## Agnietenklooster
Het Agnietenklooster (een vrouwenklooster) lag aan de zuidzijde van het Maria-Magdalenaklooster, eveneens op wat later de Nieuwe Markt zou worden genoemd. Dit klooster kende geen grote bloei, integendeel het werd al voor de hervorming in 1515 dit arme ende miserabel, scamel convent genoemd. Na de hervorming heeft de kapel van het kloostercomplex dienstgedaan als werkplaats voor de tapijtwever en als lommerd. Daarna kreeg het gebouw diverse andere bestemmingen. In de jaren zestig verloederde de kapel door langdurige leegstand en stond op de nominatie om te worden gesloopt. In de jaren zeventig werd de Agnietenkapel echter gerestaureerd. Het gebouw kreeg daarna een culturele bestemming.

## Catharinaklooster
Het Catharinaklooster (een vrouwenklooster) was een complex van de tertiarissen die leefden naar de derde regel van de orde van Sint-Franciscus. Het klooster was waarschijnlijk gesticht door Yde Engebrachtsdochter en werd daarom ook wel Suster Ydeconvent genoemd. Het klooster lag tussen de Tiendeweg, de Houtmansgracht en de Groeneweg en grensde aan het Cellebroedersklooster. Na de hervorming heeft het kloostercomplex nog wel een tijdlang gefungeerd als onderkomen voor de nonnen. In 1593 werd het complex in percelen geveild. De Geuzenstraat werd op het terrein aangelegd. De bij het klooster behorende kerk - die lange tijd dienstdeed als opslagplaats voor turf - werd in 1851 afgebroken.

## Cellebroedersklooster
Het Cellebroedersklooster (een mannenenklooster) werd gesticht op het eind van de 14e eeuw. De cellebroeders deden dienst als ziekenverzorgers - met name voor pestlijders - in Gouda. Al voor de hervorming was er sprake van grote financiële problemen en van problemen wat betreft het zedelijk gedrag van de kloosterlingen. In 1572 telde het klooster nog slechts één kloosterling. Het complex heeft van 1573 tot 1849 dienstgedaan als Latijnse school, de voorloper van het Coornhert Gymnasium. Daarna werd er een instelling ter wering van de bedelarij in het complex gevestigd. In 1957 werd het gebouw een verzorgingshuis voor ouderen, Huize Groeneweg.

## Klooster van de Collatiebroeders
Het complex van de Collatiebroeders (een mannenenklooster), ook wel het Collatiehuis of het Sint-Paulusconvent genoemd lag tussen de Jeruzalemstraat, de Groeneweg en de Patersteeg. Na de hervorming werd het complex voor meerdere doeleinden gebruikt, onder andere als looihal ten behoeve van het keuren van wollen stoffen. Ook is het complex in gebruik geweest als gevangenis en als kazerne. In 1943 werden het gebouw afgebroken. Slechts de met dit klooster verbonden Jeruzalemkapel is bewaard gebleven.

## Margarethaklooster
Het Margarethaconvent (een vrouwenklooster) ook wel Sint-Margrietklooster genoemd lag op een terrein tussen de Spieringstraat en de Groeneweg. Het klooster was een van de meest welvarende kloosters van Gouda. Het klooster was in 1386 gesticht door Machteld Cosijns. De kloostergebouwen werden door een soldaten van de geuzenaanvoerder Lumey in 1572 in brand gestoken. Het complex werd daarna geheel afgebroken. Het terrein werd nog geruime tijd daarna aangeduid als het verbrande erf.

## Minderbroedersklooster
Het Minderbroederklooster (een mannenenklooster) werd in het begin van de 15e eeuw gesticht. Het complex lag tussen de Spieringstraat en de Groeneweg aan de zuidzijde van beide straten en grensde aan het Kasteel van Gouda. De minderbroeders verzorgden regelmatig preekbeurten in de Goudse Sint-Janskerk. Na de hervorming werd het kloostercomplex in 1576 te koop aangeboden om te worden afgebroken. De Minderbroedersteeg is een herinnering aan de plaats waar het klooster heeft gestaan.

## Brigittenklooster/Regulierenklooster
Omstreeks 1476 werd in Gouda het Brigittenklooster (een vrouwenklooster) gesticht. Het complex lag tussen de Vest en de Raam. In 1551 verlieten de zusters min of meer gedwongen het complex, dat ter beschikking werd gesteld aan de regulieren van Stein, nadat hun klooster Emmaüs door brand was verwoest. Vandaar dat vanaf die tijd het klooster het Regielerenklooster (een mannenenklooster) werd genoemd. Na de hervorming werden in de periode 1576 tot 1580 zowel het klooster als de bijbehorende kerk afgebroken. Het vrijkomende bouwmateriaal werd gebruikt voor de verbouwing van het Mariaklooster tot een opvanghuis voor melaatsen. De laatste prior van het klooster Wouter Jacobsz. Maes, heeft van de gebeurtenissen in de jaren 1572 tot 1579 verslag gedaan in de vorm van een dagboek van vierhonderd folio.

## Mariaklooster
Het Mariaklooster (een vrouwenklooster) was in de 15e eeuw een welvarend klooster. Het complex lag ten noorden van het huidige Nonnenwater, dat zijn naam ontleent aan dit klooster, en ten westen van de Gouwe. De stadsvest begrensde het terrein aan de andere zijde. Het klooster werd in 1572 geplunderd onder aanvoering van ene "Maerten de kerkbreeker". De laatste rector Willem Jacobsz. wist te ontkomen. Inde jaren erna werd het klooster verbouwd en omgevormd tot een leprozenhuis en een ander deel tot proveniershuis. In de 20e eeuw werd op deze plaats het gemeentelijk energiebedrijf gevestigd. Het gebied werd in het begin van de 21e eeuw heringericht. 

## Clarissenklooster
De nonnen van het Clarissenklooster (een vrouwenklooster) leefden vanaf 1486 naar de de regel van Sint Clara. De geestelijke leiding van het klooster was in handen van de minderbroeders. Het complex lag aan de zuidzijde van de Nieuwehaven en ten westen van de huidige Vrouwensteeg. In 1572 werd het klooster geplunderd, maar tot 1592 hebben er nonnen in het klooster gewoond. Daarna werd het complex verkocht. Op een deel van het het complex werd de stadstimmerwerf respectievelijk de stadswerkplaats gevestigd. Ook in de twintigste eeuw was hier de dienst gemeentewerken van Gouda gevestigd. Aan de voorzijde aan de Nieuwehaven stond de brandweerkazerne. Bij de herinrichting van het terrein in 2008 werd de fundering van de vroegere kloosterkapel gevonden.

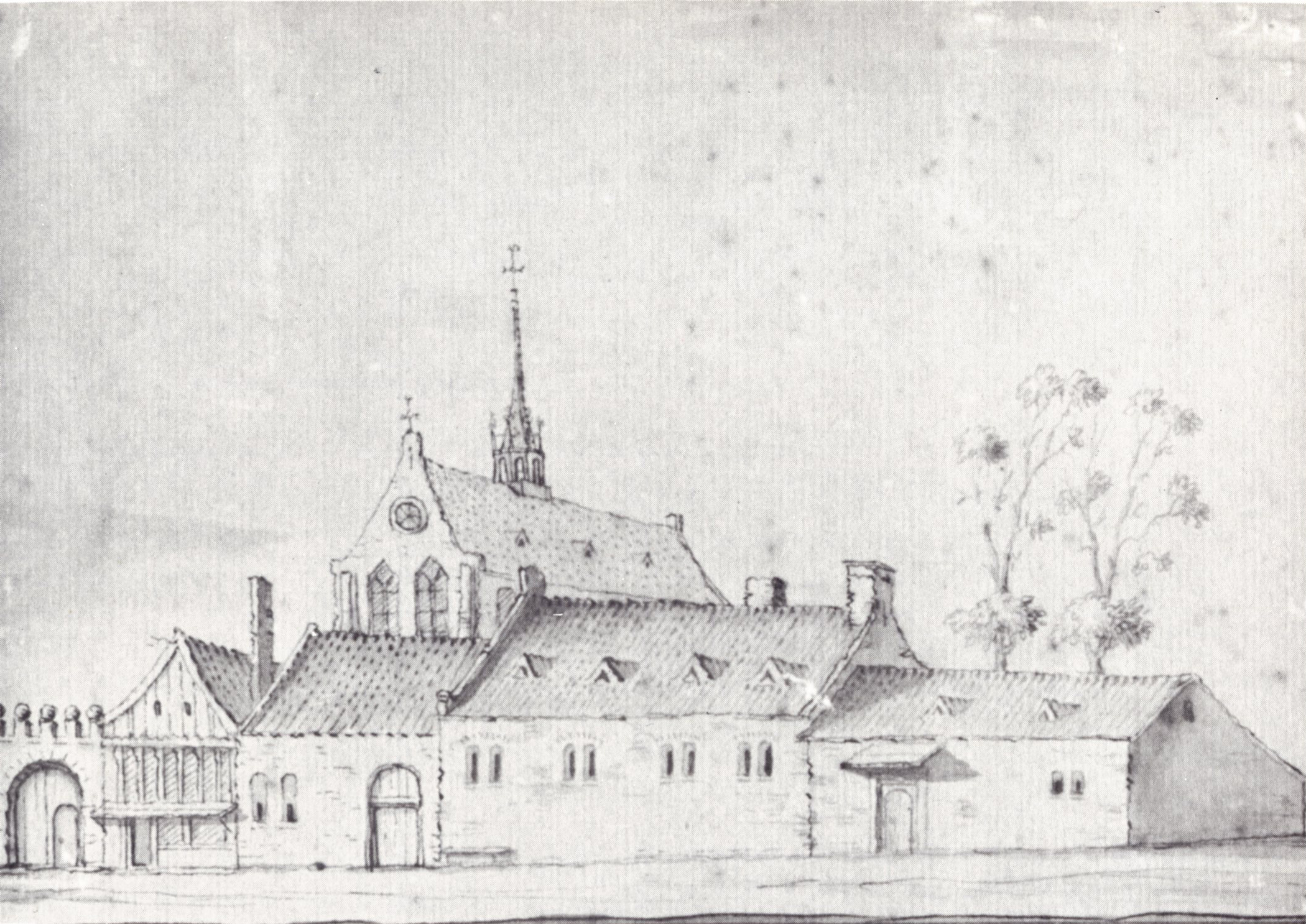
Catharinaklooster door Jacobus Stellingwerff
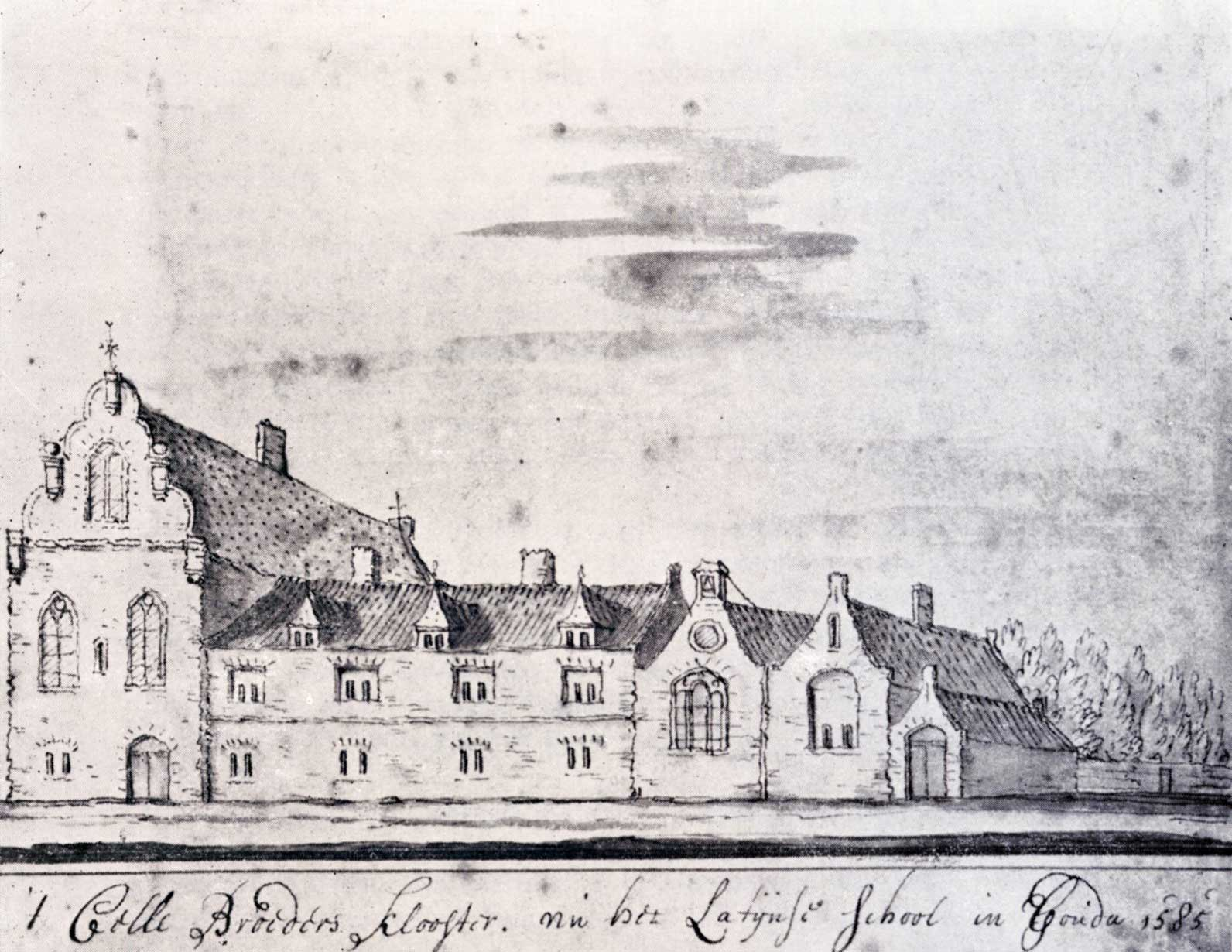
Cellebroedersklooster door Jacobus Stellingwerff
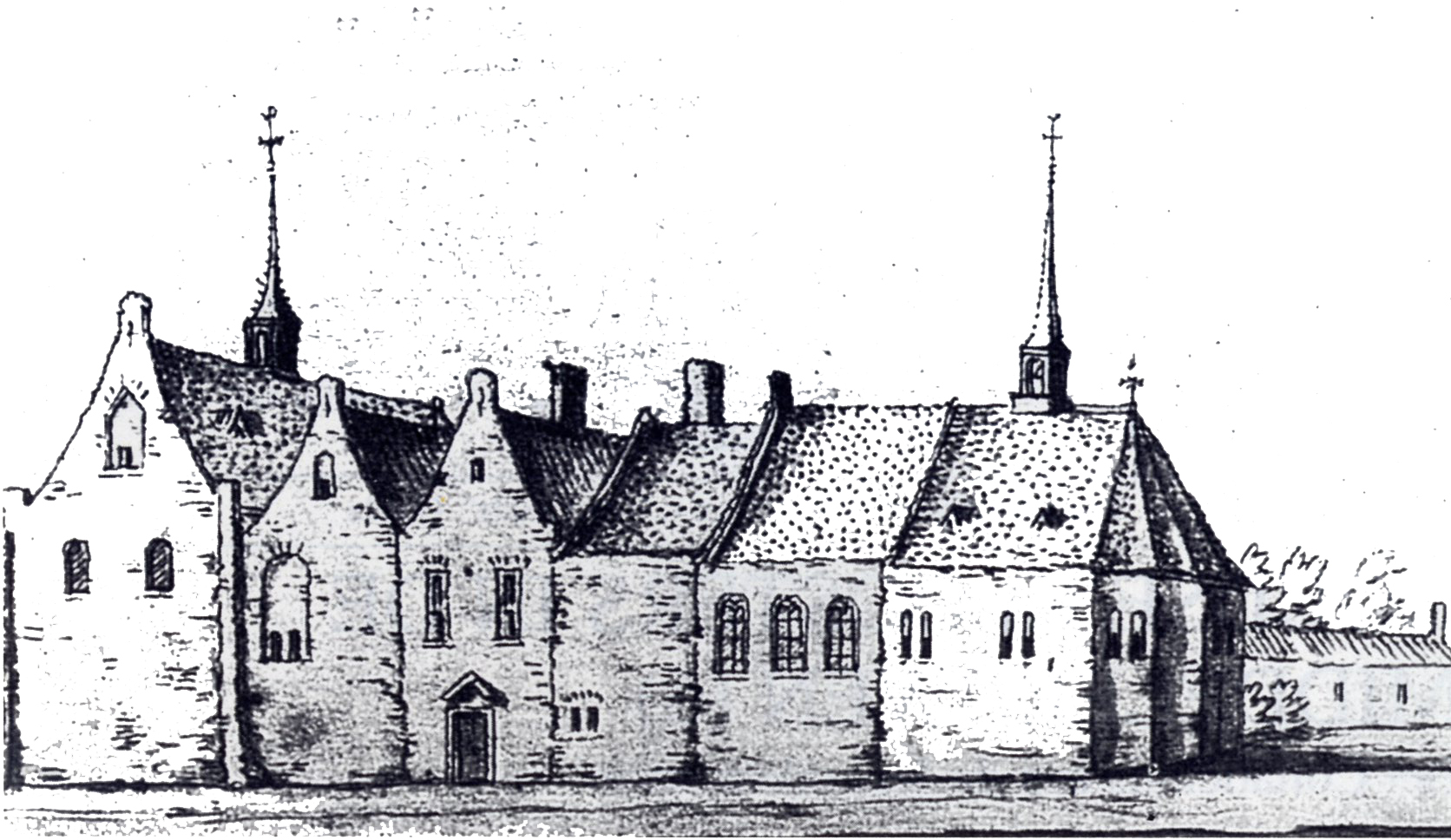
Collatiehuis waarschijnlijk door  Jacobus Stellingwerff